# Freycinetia gitingiana
Freycinetia gitingiana är en enhjärtbladig växtart som beskrevs av Ugolino Martelli. Freycinetia gitingiana ingår i släktet Freycinetia och familjen Pandanaceae. Inga underarter finns listade.